# Diopsiulus albicollis
Diopsiulus albicollis är en mångfotingart som beskrevs av Demange och Jean-Paul Mauriès 1975. Diopsiulus albicollis ingår i släktet Diopsiulus och familjen Stemmiulidae. Inga underarter finns listade i Catalogue of Life.